# Xã Pike, Quận Marion, Indiana
Xã Pike (tiếng Anh: Pike Township) là một xã thuộc quận Marion, tiểu bang Indiana, Hoa Kỳ. Năm 2010, dân số của xã này là 77.895 người.